# Eugnathogobius mindora
Eugnathogobius mindora är en fiskart som först beskrevs av Herre, 1945.  Eugnathogobius mindora ingår i släktet Eugnathogobius och familjen smörbultsfiskar. IUCN kategoriserar arten globalt som livskraftig. Inga underarter finns listade i Catalogue of Life.